# Demokratiska rörelsen

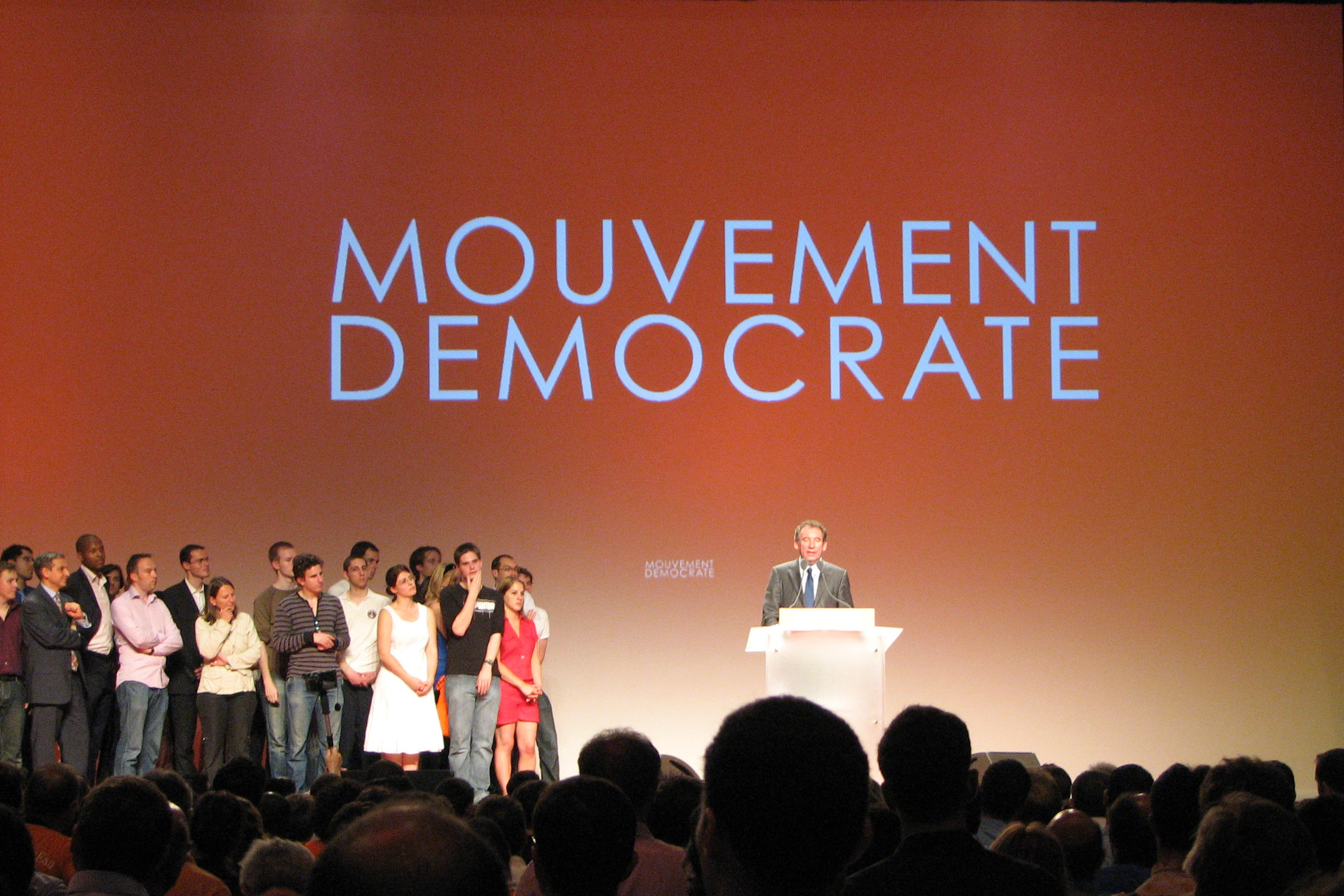
François Bayrou talar vid partiets första möte, den 24 maj 2007 i Paris.

Demokratiska rörelsen (Mouvement démocrate, MoDem) är ett politiskt parti i Frankrike, grundat den 10 maj 2007 av partiordföranden för Unionen för fransk demokrati (UDF), François Bayrou inför parlamentsvalet 2007, efter hans starka framgång i presidentvalet.

## Ideologi
Partiet är ett proeuropeiskt centerparti.